# Вулиця Віру (Нарва)
Вулиця Віру (ест. Viru tänav) — вулиця в історичному районі Нарви, від вулиці Койдула до вулиці Вестерваллі.

## Історія
Сучасна назва вулиці пов'язана зі східною естонською провінцією Вірумаа, шлях до якої проходив через ворота Віру (знаходилися в районі сучасної вулиці Тулевіку). У 1684 році на плані міста Нарва вказана німецькою Wirische Gasse. На плані 1905 року — Вірська, в 1912 і 1927 роках — Віру (назва перекладена естонською мовою).
Історична забудова знищена під час німецько-радянської війни, всі будівлі на цій вулиці були зруйновані . Згодом вулиця була забудована три- і чотириповерховими будинками типової радянської архітектури 1960-х років.
Після війни була об'єднана із сусідньою вулицею під загальною назвою Тулевіку. Історичну назву повернуто вулиці в 1995 році.

## Визначні пам'ятки

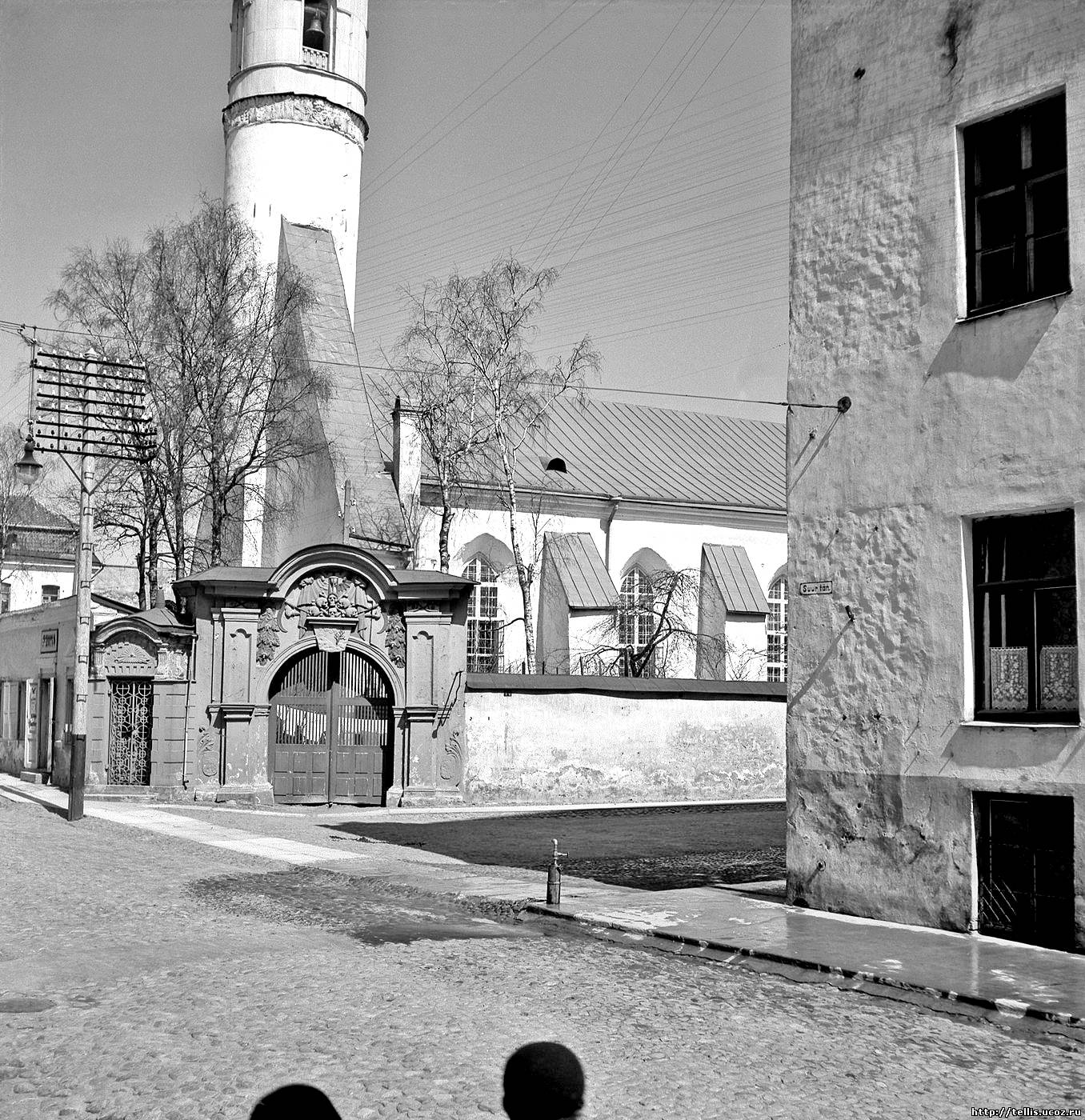
Спасо-Преображенський собор та «Ворота смерті». Вид з перехрестя вулиць Суур та Віру. Фото 1930 року

Будинок № 14 — Спасо-Преображенський собор (не зберігся)
Будинок № 18 — Яанівська церква (не збереглася)